# Anenecuilco
Anenecuilco est un village de la municipalité d'Ayala, située dans l'État de Morelos au Mexique. Il est  le lieu de naissance du révolutionnaire mexicain Emiliano Zapata. Il est considéré comme le berceau de l'agrarisme dans la mesure où c'est là qu'a commencé la lutte zapatiste pour la défense des ressources naturelles et du droit aux terres et aux eaux.